# Tridentopsis cahuali
Tridentopsis cahuali är en fiskart som beskrevs av Azpelicueta, 1990. Tridentopsis cahuali ingår i släktet Tridentopsis och familjen Trichomycteridae. Inga underarter finns listade i Catalogue of Life.